# Atrichopogon cretensis
Atrichopogon cretensis är en tvåvingeart som beskrevs av Jean-Jacques Kieffer 1919. Atrichopogon cretensis ingår i släktet Atrichopogon och familjen svidknott. Inga underarter finns listade i Catalogue of Life.